# Robstown
La ville de Robstown est située dans le comté de Nueces, dans l’État du Texas, aux États-Unis. Sa population s’élevait à 11 487 habitants lors du recensement de 2010.

## À noter
La législature d'État du Texas considère que le Texas hold'em a été inventé à Robstown.

## Source
- (en) Cet article est partiellement ou en totalité issu de l’article de Wikipédia en anglais intitulé « Robstown, Texas » (voir la liste des auteurs).

1. ↑  (en) « Population and Housing Unit Estimates » (consulté le 8 août 2019)
2. ↑  (en) « Census of Population and Housing », Census.gov (consulté le 4 juin 2015)